# Juan Margallo
Juan Margallo   (Càceres, 24 de setembre de 1940 - Madrid, 2 de març de 2025) fou un actor, director i autor de teatre espanyol. Ha estat considerat per especialistes de la talla de José Monleón com un dels eixos vertebrals del teatre independent a Espanya. Guanyador en dues ocasions del premi MAX al Millor Actor, la seva companyia va ser guardonada en 2011 amb la Medalla d'Or al Mèrit en les Belles Arts.

## Biografia
Nascut a Càceres, va ser el tercer dels nou fills d'una mestra i un militar, set d'ells noies. Va tenir una feliç infància semirrural alternant la seva vida en la capital cacereña i en Montánchez, entre carros de palla, vaques, rucs, gallines, porcs i un gos: "León" —com el de Las meninas.
Pèssim estudiant, el seu pare li porta a la caserna com educant de banda, ja que en tenir només quinze anys encara no podia ser soldat. Precisament en la caserna coneix a un il·lusionista que li aficiona als jocs de mans i a comprar-se llibres de màgia, amb el que es converteix a "el Professor Margus"; activitat que alterna en funcions benèfiques, aniversaris i altres festejos amb el treball de còmic. Amb aquesta edat i objectius, Margallo s'escapa per primera vegada de casa —la segona va ser als divuit anys. Malgrat tot, acaba ingressant en Perits Industrials, en Béjar, passant d'allí a Madrid en ser traslladat el seu pare. En la capital espanyola intenta ingressar en la RESAD (Escola d'art dramàtic) on el seu accent extremeny i el seu accelerat discurs li creen bastants problemes. Malgrat tot va aprovar els tres cursos en dos anys —deixant tan sols un parell d'assignatures.

### Trajectòria professional
El seu debut en el teatre professional va ser a La loca de Chaillot, de Jean Giraudoux, dirigida per José Luis Alonso, i on va conèixer a José Vivó. Va assistir al Festival del Teatre de les Nacions, en París, en ple conflicte franco-algerià —actuant al Teatre del Châtelet poc després que posessin una bomba a l'entrada d'actors de l'edifici. En aquest període va treballar a les ordres de Miguel Narros, Luis Escobar i José Tamayo, i va freqüentar el Teatro Estudio on treballaria amb el professor William Layton. Un altre mestre d'aquell període del Teatre Estudi va ser el xilè Ítalo Ricardi, inventor del "teatre pany".
Després d'una temporada a París i Londres, on va alternar treballs de cambrer i cantant folklòric, va tornar al niu del Teatre Estudi madrileny on coneixeria a Petra Martínez, la seva futura companya, amb la qual es va casar a Gibraltar i, amb el temps, reuniria dos fills i diversos nets.

### Període en Tábano
En 1968, juntament amb Alonso de Santos, Enriqueta Carballeira i Alberto Alonso, crea Tábano —a partir d'una oportuna cita de Sòcrates. En aquest col·lectiu dirigeix per primera vegada una obra: La escuela de los bufones, de Michel de Ghelderode. Els primers muntatges amb Tábano, Castañuela 70 (1970), El retablo del flautista (1971), van ser fulminats per la censura franquista, però li van donar al grup l'oportunitat d'emprendre el que, en paraules del mateix Margallo, va resultar ser una de les experiències vitals més influents. Amb el Tábano ambulant i pelegrí van tenir accés als quatre milions d'espanyols dispersos per Europa, bona part de l'Espanya a l'exili i, professionalment, la presència en 1973 al Festival de Teatre de Nancy i en el de Manizales, en Colòmbia.
Altres muntatges amb Tábano, van ser: Magic Circus i Los últimos años de soledad de Robinsón Crusoe o 20.000 años de aventuras y de amor, en versió de Vicente Romero —últim muntatge de Margallo amb Tábano.

### Amb El Búho i El Gayo
En 1976, el sector més veterà de Tábano, abandona la formació per a fundar "El Búho", amb el que es muntaren Woyzeck i La sangre y la ceniza d'Alfonso Sastre, que van portar en gira per Colòmbia, Costa Rica, El Salvador, Guatemala, Mèxic i Veneçuela; també van actuar en el circuit espanyol —a la Sala Villarroel de Barcelona els van posar una bomba, però després de l'esglai van aconseguir concloure la funció.
Entre 1978 i 1983, Margallo coordina el grup estable i col·lectiu cultural El Gayo Vallecano, un lloc de trobada en el barri madrileny de Vallecas on, a més dels muntatges teatrals, es van organitzar cursos per a nens i adults, de fotografia, de terrisseria i ceràmica, concerts —com el bateig del grup de folk-rock Suburbano—, trobades polítiques, reunions de familiars de presos, etc. També es posen en marxa projectes com la Feria Mágica, amb Luis Matilla, que després repetirien amb autors autòctons a Cuba, Rússia i Veneçuela. Entre 1979 i 1980 comparteix plató amb la seva dona Petra Martínez en el programa infantil de televisió Barri Sèsam.

### Uroc, el FIT i els premis
En 1985, va crear finalment la seva pròpia companyia, Uroc Teatro una cooperativa familiar amb esperit de còmics de la llegua; amb ella s'han muntat peces pròpies, i d'autors com Dario Fo —Pareja abierta, el 2001, i La madre pasota, ei 2012—, Roberto Ataide, Jorge Márquez o Antonio Muñoz de Mesa.
Va dirigir, des de la seva fundació, sis edicions del Festival Iberoamericà de Teatre de Cadis (1986-1992). Com a reconeixement a la seva trajectòria vital i professional va rebre en dues ocasions el premio MAX al Millor Actor, i Uroc Teatre va ser guardonada en 2011 amb la Medalla d'Or al Mèrit en les Belles Arts.
Ha presentat dos muntatges de teatre clàssic al Festival de Teatre Clàssic de Mèrida, Èdip rei i La pau; Clasycos (1998), al Teatro Infanta Isabel i ados@dos (2007) al Teatro Español.
Va ser un dels membres de la "Comissió dels onze" en la vaga d'actors a Espanya de 1975; ha militat a l'Organització Revolucionària de Treballadors i forma part de la Plataforma de "Cultura contra la guerra".

## Al cinema
També ha intervingut, de manera esporàdica, al cinema, en pel·lícules com Los flamencos (1966), El espíritu de la colmena (1973), El aire de un crimen (1988), Chevrolet (1997), El invierno de las anjanas (2000), Al sur de Granada (2002) o Campeones (2018). Per la película Campeones fou nominat a millor actor secundari als Premis Goya 2019

## Premis i nominacions
Premis Goya
| Any  | Categoria              | Pel·lícula | Resultat |
| ---- | ---------------------- | ---------- | -------- |
| 2019 | Millor actor secundari | Campeones  | Nominat  |